# De Jonghe d'Ardoye

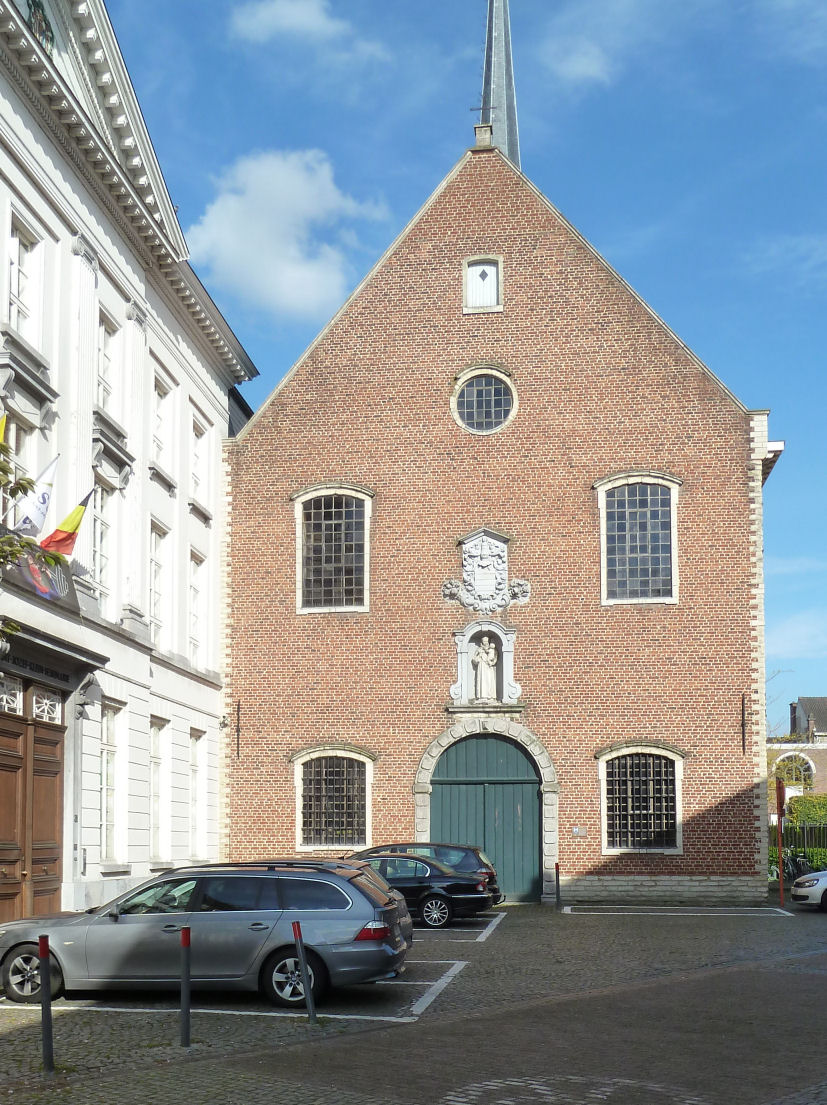
Sint-Niklaas: het wapenschild van Boudewijn de Jonghe op de gevel van de Sint-Antoniuskapel, 17de eeuw. Hier bevindt zich het familiegraf van de familieleden uit de 17de eeuw.

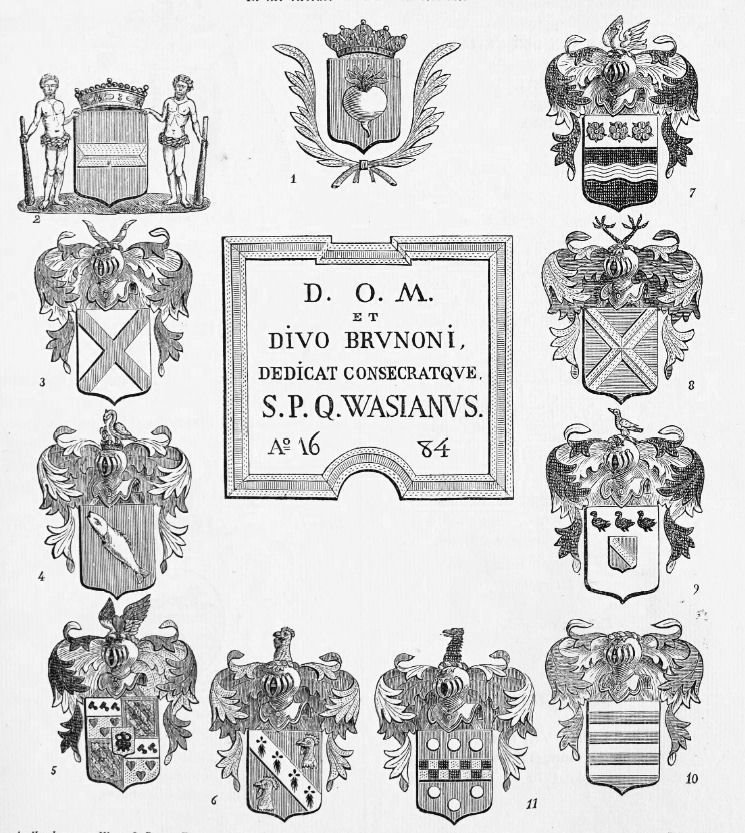
wapenschild op een glasraam van het Wase Hoogcollege.

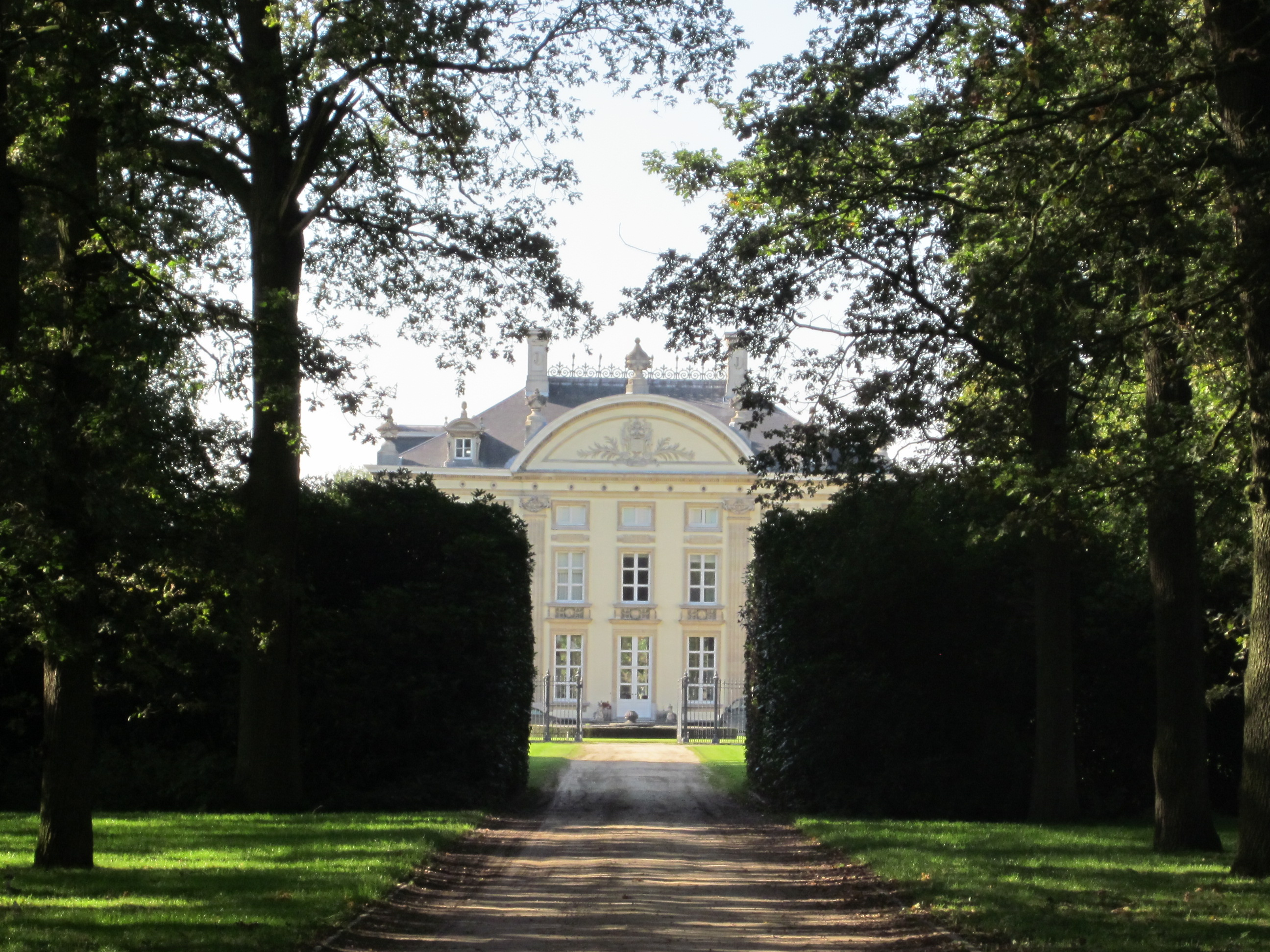
Het kasteel van de heren van Ardooie

De Jonghe d'Ardoye, ook alleen De Jonghe, is een Zuid-Nederlandse en Belgische adellijke familie afkomstig uit het Waasland.

## Geschiedenis

### Oude generaties in het Land van Waas
De eerste adelverheffing binnen deze Wase familie, bekend van hun bestuursfuncties voor het Hoofdcollege van Waas, vond plaats in 1690 met de vermelding "voor zoveel als nodig". Koning Karel II van Spanje verleende die postuum aan Boudewijn II de Jonghe, heer van Walburg, ten gunste van zijn weduwe Marie de Haze. 
Deze Boudewijn liet in Sint-Niklaas een kerk en klooster voor de gevluchte minderbroeders oprichten, die het voorrecht kregen zich daar te laten bijzetten, samen met de aangetrouwde families de Lanfrancye en Keyaerts. Zijn zoon, Theodoor I de Jonghe, Heer van Mandekens (1653-1743) bracht het in 1684 tot hoogschepen van het Land van Waes. Hij was in Vrasene gehuwd op 29 juli 1684 met jonkvrouw Isabella van Landeghem: zij werden schoonouders van Alexander Berthout de Carillo, Burggraaf van Quenoville.
In 1772 schonk keizerin Maria Theresia aan diens zoon, Theodoor II Joseph de Jonghe (1690-1776), de erfelijke titel van burggraaf. Hij werd raadsheer, nadien procureur-generaal bij de Raad van Vlaanderen. Hij was in Gent getrouwd met Agnès Maelcampo, dochter van handelaar Jacobus Fortunatus Maelcampo, Heer van "Tomme" . Sinds 1751 bewoonde hij het door hem verbouwde Hof van Camericke in de Onderstraat.

### Heerlijkheid van Ardooie
Vanaf 1773 werd Theodoor II de Jonghe, door aankoop, heer van Ardooie. Hij kocht deze, samen met een aantal erbij aansluitende heerlijke rechten, van de in geldnood verkerende markies Jean-Joseph de Houchies. De koop werd gesloten op 26 april 1773 voor 26500 'livres tournois'. Hij kocht in 1775 van de ingezetenen van het dorp het Ardooieveld of 't Veld, met onder meer dertien visrijke vijvers. In juni 1775 deed hij zijn 'blijde intrede' in Ardooie. Er werd een stoet gehouden met de schuttersverenigingen en allerhande speellieden. Kort daarop overleed hij en nam zijn zoon, Theodore Jean, de opvolging. Vanaf 1777 begon hij bomen te planten en een park aan te leggen. In 1780-1781 bouwde hij een nieuw kasteel waar hij zijn naam aan verbond. In 1789 schonk hij grond waarop een nieuwe armenschool werd gebouwd.
De revolutiejaren waren niet gunstig voor de heer van Ardooie. In 1794 werd zijn kasteel geplunderd door soldaten van de tegen Frankrijk geallieerde legers. Anderhalve eeuw later, tijdens de Eerste en de Tweede Wereldoorlog werd het kasteel telkens zwaar toegetakeld.
In 1816 hernam de familie de adellijke status door de erkenning in de adel met de titel burggraaf, overdraagbaar bij eerstgeboorte en de opname in de Ridderschap van de provincie Oost-Vlaanderen, verleend aan Théodore Jean Joseph Ghislain de Jonghe (Gent, 9 maart 1747 - 11 december 1828). Hij was getrouwd met Isabelle Vilain XIIII (1755-1827), dochter van grootbaljuw en burggraaf Jean Jacques Philippe Vilain XIIII. Ze kregen zes kinderen van wie twee naamdragers, Edouard en Auguste, voor afstammelingen zorgden. Onder het ancien régime was hij afgevaardigde van de Sint-Jacobsparochie in de Collatie (tussen 1780 en 1794) en in 1793 werd hij schepen van Gedele.

## Genealogie
Theodoor I de Jonghe, (1653-1743) Hoogschepen van het Land van Waes (1684)
x jonkvrouw Isabella van Landeghem
- Theodoor II Joseph de Jonghe, heer van Ardooie (1690-1776) x Agnès Maelcamp.
  - Theodoor III Jean de Jonghe, heer van Ardooie (1747-1828) x Isabelle Vilain XIIII (1755-1827). 
    - Edouard de Jonghe (1780-1817) x Caroline van der Haegen de Mussain (1788-1819). Hij werd in 1816, naast zijn vader, benoemd in de Ridderschap van de provincie Oost-Vlaanderen.
      - Jules de Jonghe (1811-1857) x Zénobie de Bagenrieux (1826-1897).
        - Albert de Jonghe (1848-1920) x gravin Isabelle Cornet de Ways-Ruart (1868-1946). Hij bekwam op 12 juni 1920, kort voor zijn dood, dat de titel burggraaf op al zijn afstammelingen overdraagbaar was. De open brieven werden gelicht door zijn weduwe. Ze hadden twee zoons, waarvan alleen de tweede een zoon had, die echter in 1991 zonder afstammelingen overleed.
        - Baudouin de Jonghe (1849-1925) x barones Dolorès de Vinck (1852-1938). Hij was erevoorzitter van de Belgische vereniging voor numismatiek, voorzitter van de Belgische Koninklijke Academie voor Archeologie. In 1871 verkreeg hij de titel burggraaf, overdraagbaar op al zijn afstammelingen.
          - Eugène de Jonghe (1877-1947), provincieraadslid voor Namen, burgemeester van Anthée, x Renée Porgès (1882-1965).

    - Auguste de Jonghe d'Ardoye (1783-1868), lid van de provinciale staten van West- en Oost-Vlaanderen, lid van het Nationaal Congres en katholiek senator, x Lucie Charliers de Buisseret (1791-1875). Hij werd in 1817, naast zijn vader en zijn broer, opgenomen in de Ridderschap van Oost-Vlaanderen en verkreeg in 1827 de titel burggraaf, overdraagbaar bij eerstgeboorte en vanaf 1857 op alle afstammelingen. Hij was tevens de eerste om, met vergunning, zijn naam te wijzigen door toevoeging van d'Ardoye.
      - Théodore de Jonghe d'Ardoye (1818-1853) x Césarine Hubert d'Humières (1822-1881).
        - Fernand de Jonghe d'Ardoye (1850-1925), volksvertegenwoordiger, senator, x Juliette Lebrun de Miraumont de Grand-Reng (1856-1931).
          - Theodore de Jonghe d'Ardoye (1874-1965), lid van de Heraldische Raad, x gravin Marguerite d'Arschot Schoonhoven (1879-1926), xx Anne de Pechpeyrou Comminges de Guitaut (1892-1931), xxx Solange de Pechpeyrou Comminges de Guitaut (1880-1957).
            - Fernand de Jonghe d'Ardoye (1911-1989), grootbaljuw van de Orde van Malta, voorzitter en kanselier van de Belgische vereniging van leden van de Orde van Malta, voorzitter van de Heraldische Raad, x gravin Irène Cornet de Ways-Ruart (1921-2008).
              - Christian de Jonghe d'Ardoye (°1948), x Anne van Milders (°1951).

            - Guillaume de Jonghe d'Ardoye (1912-1983), ridder in de Orde van Malta, x barones Marie-Henriette Snoy (1923-2013).
              - Bernard de Jonghe d'Ardoye (°1954), x Yvette Veireman (°1951).

            - Jacques de Jonghe d'Ardoye (1915-1989), ingenieur, ridder in de Orde van Malta, x barones Donatienne d'Erp de Holt et Baerlo (1915-1992).
              - Yves de Jonghe d'Ardoye d'Erp (° 1953), burgemeester van Elsene, Brussels volksvertegenwoordiger, x gravin Eve van der Noot d'Assche (° 1961).
                - Jacques de Jonghe d'Ardoye (°1991).

            - Antoine de Jonghe d'Ardoye (1922 - Ardooie 1981), ridder in de Orde van Malta x Bernadette Cooreman (1924-1985). Hij was de laatste van de familie om nog op het kasteel te wonen en er ook te sterven. Hij verkocht het domein aan de provincie West-Vlaanderen en het kasteel aan particulieren.
              - Théodore de Jonghe d'Ardoye (°1952), x Brigitte Anne de Molina (°1958).
                - Guillaume de Jonghe d'Ardoye (°1987).

          - Jean de Jonghe d'Ardoye (1877-1919), advocaat, volksvertegenwoordiger, x Isabelle t'Serstevens (1878-1961).
            - Charles de Jonghe d'Ardoye (1907-2004), voorzitter van de Verzekeringen AG, voorzitter van het College van commissarissen van de Société Générale, x gravin Geneviève de Marnix de Sainte Aldegonde (1910-1984).
              - Jean de Jonghe d'Ardoye (°1934), x Clara Grauvogel (°1939)
                - Charles de Jonghe d'Ardoye (°1972), x Ariane Regout (°1972)

            - Georges de Jonghe d'Ardoye (1910-1964), burgemeester van Vinalmont, x barones Cecile Fallon (1913-1996).
            - Paul de Jonghe d'Ardoye (1914-1997), jezuïet.
            - Myriam de Jonghe d'Ardoye (1917-2021) x baron Michel van der Straten-Waillet (1912-1994), burgemeester van Malle en Westmalle.

          - Etienne de Jonghe d'Ardoye (1885-1963), luitenant-generaal, x Marie-Louise de Prelle de la Nieppe (1893-1948), xx Simone van der Gracht d'Eeghem (1892-1970).
          - Georges de Jonghe d'Ardoye (1887-1961), missionaris in China, titulair aartsbisschop van Mistia, internuntius in Indonesië en Egypte.

      - Louis de Jonghe d'Ardoye (1820-1893), gevolmachtigd minister, minister van staat, x barones Valentine Goethals (1841-1917), verkreeg de titel graaf in 1875, overdraagbaar op alle afstammelingen.
        - André de Jonghe d'Ardoye (1861-1936), luitenant-generaal, x Geneviève de Wykerslooth de Rooyesteyn (1871-1959).
          - Elisabeth de Jonghe d'Ardoye (1895-1978), burgemeester van Londerzeel, x burggraaf Roger de Spoelberch (1875-1950), burgemeester van Londerzeel.
          - Philippe de Jonghe d'Ardoye (1911-1991), x Denise Brugmann de Walzin (1916-2006)
            - Louis de Jonghe d'Ardoye (°1945), x Roberta Carracciola (°1945) (gescheiden in 1982), anti-mondialist, aanhanger van theorieën over pedofilie in de Belgische hogere kringen.

    - Gustave de Jonghe (1785-1846), lid van het Nationaal Congres, liberaal senator.